# Корф, Ричард Пол
Ричард Пол Корф (англ. Richard Paul Korf, 28 мая 1925 — 20 августа 2016) — американский миколог, специалист по систематике дискомицетов, профессор Корнеллского университета.

## Биография
Родился 28 мая 1925 года. В 1942 году поступил в Корнеллский университет, в 1946 году окончил его со степенью бакалавра.
В 1950 году под руководством профессора Гарри Мортона Фицпатрика защитил диссертацию доктора философии, после чего стал преподавать в звании доцента. В 1957—1958 годах работал в Йокогамском национальном университете, где познакомился со своей будущей женой Кумико Татибаной.
С 1961 года Корф являлся профессором микологии в Корнеллском университете.
В 1971 году избирался президентом Микологического общества Америки. В 1991 году стал обладателем её премии Выдающегося миколога.
В 1974 году Корф и бельгийский миколог Грегуар Аннбер основали международный микологический журнал Mycotaxon.
Скончался 20 августа 2016 года в своём доме в Итаке.

## Некоторые научные работы
- Korf, R. P. A Synopsis of the Hemiphacidiaceae, a Family of the Helotiales (Discomycetes) Causing Needle-Blights of Conifers // Mycologia. — 1962. — Vol. 54(1). — P. 12—33.
- Korf, R. P. Synoptic Key to the Genera of the Pezizales // Mycologia. — 1972. — Vol. 64(5). — P. 937—997.

## Роды грибов, названные именем Р. Корфа
- Korfia J.Reid & Cain, 1963
- Korfiella D.C.Pant & V.P.Tewari, 1970